# Навколо футболу (фільм)
«Около футболу» (рос.:Околофутбола) — художній фільм режисера Антона Борматова, знятий кінокомпанією СТВ і Фронт Лайн Студіо за підтримки Фонду Кіно і Flints Crew в 2013.

## Зміст
Фільм про найзакритішу частину футбольних уболівальників — навколо футбольних хуліганів. Вони — найагресивніші і жорстокі представники світу футбольних фанатів. Вони — еліта навколо футболу. Ким би вони не були в звичайному житті — студентами або банкірами, музикантами або автомеханіками, насправді всі вони — одна «фірма». Потрапити в «фірму» дуже складно, але якщо ти в ній опинився — це на все життя. І зворотного шляху немає.

## Ролі
| Актор                     | Роль                     |
| ------------------------- | ------------------------ |
| Олександр Ратніков        | Тічер                    |
| Григорій Іванець          | Бритва                   |
| Іван Фомінов              | Ярий                     |
| Павло Єрликов             | мажор                    |
| Дар'я Мінгазетдінова      | Таїсія                   |
| Сергій Шнирів             | Хомутов, слідчий         |
| Валерій Баринов           | батько Тічера            |
| Олена Симонова            | мати Тічера              |
| Юлія Маньковська          | подруга Таїсії           |
| Микола Шрайбер            | продавець у фан-магазині |
| Євген Березін             | Слон, лідер фанатів ЦСКА |
| Максим Павлов             | Парасолька               |
| Станіслав Лісовий         | полковник ФСБ            |
| Микита Кукушкін           | Малий, брат Ярого        |
| Єгор Бакулін              | динамівський скаут Петя  |
| Інеса Захарова            | дівчина скаут            |
| Олег Байкулов             | Аслан                    |
| Андрій Філіппак           | суддя                    |
| Володимир Царулков        | футболіст Спартака       |
| Ігор Новосьолов           | футболіст Спартака       |
| Андрій «Блідий» Позднухов | камео                    |
| Антон «Ант» Зав'ялов      | камео                    |
| Сергій "Павук" Троїцький  | камео                    |

## Саундтрек
- Motorhead — Smiling Like a Killer 2:46
- Weloveyouwinona — Anyway 4.37
- Сергій Старостін і Тетяна Ларіна (Святослав Курашов — музика) — Річка 2:30
- Bad Style — Time Back 4:04
- Kasabian — Club Foot 3:34
- Arctic Monkeys — Old Yellow Bricks 3:13
- Filter[en] — Happy Together 3:03
- Bassnectar — Pennywise Tribute 4:35
- The Male Factor's — Хуліганська 3:44
- 25/17 п.у. Саграда — Усередині розбитої голови 3:44
- Яйци Фаберже — Всі на футбол! 3:01
- Clowns'ball — Життя на московських околицях 2:44
- Clowns'ball — A.C.A.B. 1:45
- Feduk — околофутбол 1:56
- HBS (Школа Танців Хардбаса) — Наш Гімн 3:36
- Really Slow Motion — Th3 Awak3n1ng 4:25
- E.S. Posthumus — Moonlight Sonat 5:30

## Знімальна група
- Режисер — Антон Борматов
- Сценарист — Дмитрий Лемешев, Иван Медведев, Олексій Горбунов
- Продюсер — Сергій Сельянов, Елена Быкова, Денис Лось
- Композитор — Антон Зав'ялов, Горохів Кирило, Ігор Гоцманов